# Meridiano 152 oeste
El meridiano 152 oeste de Greenwich es una línea de longitud que se extiende desde el Polo Norte atravesando el océano Ártico, América del Norte, el océano Pacífico, el océano Antártico y la Antártida hasta el Polo Sur.
El meridiano 152 oeste forma un gran círculo con el meridiano 28 este.
Comenzando en el Polo Norte y dirigiéndose hacia el Polo Sur, el meridiano 152 oeste pasa a través de:
| Coordenadas                         | País, territorio o mar | Notas |
| ----------------------------------- | ---------------------- | --- |
| 90°0′N 152°0′O / 90.000, -152.000   | Océano Ártico          | |
| 72°3′N 152°0′O / 72.050, -152.000   | Mar de Beaufort        | |
| 70°34′N 152°0′O / 70.567, -152.000  | Estados Unidos         | Alaska |
| 60°41′N 152°0′O / 60.683, -152.000  | Ensenada de Cook       | |
| 60°25′N 152°0′O / 60.417, -152.000  | Estados Unidos         | Alaska - Kalgin Island |
| 60°21′N 152°0′O / 60.350, -152.000  | Ensenada de Cook       | Pasa justo al oeste de la Península de Kenai, Alaska, Estados Unidos |
| 58°55′N 152°0′O / 58.917, -152.000  | Estados Unidos         | Alaska - las Islas Barren |
| 58°54′N 152°0′O / 58.900, -152.000  | Océano Pacífico        | |
| 58°21′N 152°0′O / 58.350, -152.000  | Estados Unidos         | Alaska - Afognak |
| 58°12′N 152°0′O / 58.200, -152.000  | Océano Pacífico        | Pasa justo al este de la Isla Kodiak, Alaska, Estados Unidos Pasa justo al oeste de la Isla Flint, Kiribati Pasa justo al oeste del atolón Tupai, Polinesia Francesa Pasa justo al este del atolón Maupiti, Polinesia Francesa Pasa justo al oeste de la isla Bora Bora, Polinesia Francesa |
| 60°0′S 152°0′O / -60.000, -152.000  | Océano Antártico       | |
| 77°20′S 152°0′O / -77.333, -152.000 | Antártida              | Dependencia Ross, reclamada por Nueva Zelanda |